# Lista monumentelor ocrotite de stat din raionul Camenca
Lista monumentelor din raionul Camenca cuprinde monumentele patrimoniului cultural de pe teritoriul fostului raion Camenca (de dinaintea reformei administrative din 1998) înscrise în Registrul monumentelor Republicii Moldova ocrotite de stat.
Registrul monumentelor Republicii Moldova ocrotite de stat a fost aprobat prin Hotărârea Parlamentului nr. 1531-XII împreună cu Legea nr. 1530-XII privind ocrotirea monumentelor RM din 22 iunie 1993. În Monitorul Oficial nr. 1 din 1994 a fost publicată doar Legea, fără a include însă și Registrul, care a fost publicat mult mai târziu, la 2 februarie 2010. A nu se confunda cu Registrul arheologic național sau cel al monumentelor de for public, care sunt liste diferite ce vizează doar anumite compartimente ale patrimoniului cultural, întocmite în baza unor legi separate.
Autoproclamata „Republica Moldovenească Nistreană” a elaborat propriul său registru de monumente (cu completări în 2019), dar lista curentă nu ține cont de acesta, ci este bazată exclusiv pe Registrul monumentelor Republicii Moldova ocrotite de stat.
Lista completă este menținută și actualizată periodic de către Ministerul Culturii din Republica Moldova, dar înainte ca modificările să intre în vigoare acestea trebuie să fie aprobate de către Parlament. Această listă este menită să cuprindă și actualizările ulterioare.
| Nr. | Localizare                                                             | Denumire                                                                                            | Datare                          | Tip   | Însemnătate | Imagine                 | Erori             |
| --- | ---------------------------------------------------------------------- | --------------------------------------------------------------------------------------------------- | ------------------------------- | ----- | ----------- | ----------------------- | ----------------- |
| 194 | Camenca str. Lenin, 50                                                 | Casa principesei Trubețkoi                                                                          | mijl. sec. XIX                  | At    | N           | Încarcă foto            | Raportează eroare |
| 195 | Camenca                                                                | Casa scriitorului Ia. A. Cutcovețchi (1907-1971)                                                    | înc. sec. XX                    | Is    | L           | Încarcă foto            | Raportează eroare |
| 196 | Camenca                                                                | Cavoul familiei Wittghenstain                                                                       | mijl. sec. XIX                  | Is At | N           | Încarcă foto            | Raportează eroare |
| 197 | Camenca                                                                | Monument la mormântul comun al 82 ostași și în memoria a 312 pământeni căzuți în război (1941-1945) |                                 | Is    | L           | Încarcă foto            | Raportează eroare |
| 198 | Camenca                                                                | Morminte ale 82 ostași căzuți în război. La cimitir                                                 | 1944                            | Is    | L           | Încarcă foto            | Raportează eroare |
| 199 | Camenca                                                                | Parc dendrologic                                                                                    | 1840                            | At    | N           | Încarcă foto            | Raportează eroare |
| 200 | Camenca str. Lenin, 109                                                | Sanatoriul „Nistru”                                                                                 | 1936                            | Is    | L           | galerie \| Încarcă foto | Raportează eroare |
| 201 | Camenca                                                                | Terase de viță-de-vie cu complex de pivnițe                                                         | sec. XIX                        | Is At | N           | Încarcă foto            | Raportează eroare |
| 203 | Alexandrovca                                                           | Monument la mormântul ostașului și în memoria a 18 consăteni căzuți în război (1941-1945)           | 1968                            | Is    | L           | Încarcă foto            | Raportează eroare |
| 204 | Alexandrovca                                                           | Mormântul ostașului căzut în război                                                                 | 1941                            | Is    | L           | Încarcă foto            | Raportează eroare |
| 207 | Bursuc                                                                 | Monument în memoria a 20 consăteni căzuți în război (1941-1945)                                     | 1962                            | Is    | L           | Încarcă foto            | Raportează eroare |
| 208 | Caterinovca                                                            | Casa scriitorului Sofron Burlaca (1923-1980)                                                        | înc. sec. XX                    | Is    | L           | Încarcă foto            | Raportează eroare |
| 210 | Caterinovca                                                            | Monument în memoria a 202 consăteni căzuți în război (1941-1945). La cimitir                        | 1967                            | Is    | L           | Încarcă foto            | Raportează eroare |
| 211 | Caterinovca                                                            | Monumentul ostașului căzut în război                                                                | 1944                            | Is    | L           | Încarcă foto            | Raportează eroare |
| 213 | Cerlina 48°04′40″N 28°36′33″E / 48.077851192579°N 28.609164461968°E    | Biserica „Adormirea Maicii Domnului”                                                                | 1874                            | At    | N           | galerie \| Încarcă foto | Raportează eroare |
| 214 | Cerlina 48°04′43″N 28°36′27″E / 48.078722222222°N 28.607527777778°E    | Monument în memoria a 47 consăteni căzuți în război (1941-1945)                                     | 1975                            | Is    | L           | galerie \| Încarcă foto | Raportează eroare |
| 215 | Constantinovca                                                         | Mormântul ostașului căzut în război                                                                 | 1941                            | Is    | L           | Încarcă foto            | Raportează eroare |
| 216 | Crasnîi Octeabri                                                       | Monument în memoria a 47 consăteni căzuți în război (1941-1945)                                     |                                 | Is    | L           | Încarcă foto            | Raportează eroare |
| 217 | Cuhureștii de Sus 47°55′15″N 28°33′12″E / 47.92083°N 28.55333°E        | Biserica „Sf. Treime” cu complexul edilitar (clopotnița-poartă și fântână)                          | 1914-1916                       | At    | N           | galerie \| Încarcă foto | Raportează eroare |
| 218 | Cuhureștii de Sus 47°55′48″N 28°33′28″E / 47.929875°N 28.55787°E       | Conacul lui I. C. Bogdan                                                                            | sf. sec. XIX – înc. sec. XX     | At    | N           | galerie \| Încarcă foto | Raportează eroare |
| 219 | Cuhureștii de Sus                                                      | Școala primară                                                                                      | înc. sec. XX                    | At    | N           | Încarcă foto            | Raportează eroare |
| 223 | Cunicea 47°53′49″N 28°39′24″E / 47.896934406353°N 28.65656850256°E     | Biserică (de rit vechi ortodox)                                                                     | înc. sec. XIX                   | At    | N           | galerie \| Încarcă foto | Raportează eroare |
| 225 | Cunicea                                                                | Monument în memoria consătenilor căzuți în război (1941-1945)                                       | 1967                            | Is    | L           | Încarcă foto            | Raportează eroare |
| 226 | Cunicea                                                                | Mormântul ostașului căzut în război                                                                 | 1944                            | Is    | L           | Încarcă foto            | Raportează eroare |
| 227 | Cuzmin                                                                 | Casa în care s-a născut Ion Soltîs (1923-1945)                                                      | înc. sec. XX                    | Is    | L           | Încarcă foto            | Raportează eroare |
| 228 | Cuzmin                                                                 | Monument lui Ion Soltîs                                                                             | 1965                            | Is Ar | N           | Încarcă foto            | Raportează eroare |
| 229 | Cuzmin                                                                 | Monument în memoria a 124 consăteni căzuți în război (1941-1945)                                    | 1965                            | Is    | L           | Încarcă foto            | Raportează eroare |
| 230 | Cuzmin                                                                 | Mormântul ostașului căzut în război                                                                 | 1941                            | Is    | L           | Încarcă foto            | Raportează eroare |
| 232 | Frunzăuca                                                              | Monument în memoria a 10 consăteni căzuți în război (1941-1945)                                     | 1970                            | Is    | L           | Încarcă foto            | Raportează eroare |
| 237 | Hristovaia 48°06′33″N 28°44′06″E / 48.109217707084°N 28.734880752952°E | Biserica „Sf. Arhanghel Mihail”                                                                     | sec. XIX                        | At    | L           | Încarcă foto            | Raportează eroare |
| 238 | Hristovaia                                                             | Conacul Iușnevschi                                                                                  | jum. I a sec. XIX               | At    | N           | Încarcă foto            | Raportează eroare |
| 239 | Hristovaia                                                             | Monument la mormântul comun al 3 ostași și în memoria a 322 consăteni căzuți în război (1941-1945)  | 1970                            | Is    | L           | Încarcă foto            | Raportează eroare |
| 240 | Hristovaia                                                             | Oloiniță hidraulică                                                                                 | înc. sec. XX                    | Is At | L           | Încarcă foto            | Raportează eroare |
| 244 | Hrușca                                                                 | Monument în memoria a 146 ostași-consăteni căzuți în război (1941-1945)                             | 1970                            | Is    | L           | Încarcă foto            | Raportează eroare |
| 245 | Hrușca                                                                 | Mormântul ostașului căzut în război                                                                 | 1941                            | Is    | L           | Încarcă foto            | Raportează eroare |
| 253 | Japca 47°58′47″N 28°42′48″E / 47.9796847081°N 28.713403149119°E        | Biserica „Sf. Arhanghel Mihail”                                                                     | sf. sec. XIX                    | At    | L           | Încarcă foto            | Raportează eroare |
| 254 | Japca 47°59′17″N 28°42′42″E / 47.98805556°N 28.71166667°E              | Mănăstirea „Înălțarea Domnului”                                                                     | sf. sec. XIX – înc. sec. XX     | At    | N           | galerie \| Încarcă foto | Raportează eroare |
| 255 | Japca                                                                  | Monument în memoria a 38 consăteni căzuți în război (1941-1945)                                     |                                 | Is    | L           | Încarcă foto            | Raportează eroare |
| 257 | Năpadova 48°01′12″N 28°35′33″E / 48.01987127895°N 28.592452525121°E    | Biserica „Sf. Nicolae”                                                                              | 1843                            | At    | N           | Încarcă foto            | Raportează eroare |
| 260 | Năpadova                                                               | Conacul Ergiu                                                                                       | înc. sec. XX                    | At    | N           | galerie \| Încarcă foto | Raportează eroare |
| 261 | Năpadova                                                               | Monument în memoria a 36 consăteni căzuți în război (1941-1945)                                     | 1967                            | Is    | L           | Încarcă foto            | Raportează eroare |
| 263 | Nimereuca 48°07′05″N 28°31′57″E / 48.118094285931°N 28.532409454597°E  | Biserica „Adormirea Maicii Domnului”                                                                | sf. sec. XVIII – înc. sec. XIX  | At    | N           | Încarcă foto            | Raportează eroare |
| 265 | Ocnița                                                                 | Biserica cu clopotniță                                                                              | sec. XIX                        | At    | N           | Încarcă foto            | Raportează eroare |
| 266 | Ocnița                                                                 | Monument în memoria a 67 consăteni căzuți în război (1941-1945)                                     | 1970                            | Is    | L           | Încarcă foto            | Raportează eroare |
| 268 | Octeabriscoe                                                           | Monument în memoria a 40 consăteni căzuți în război (1941-1945)                                     |                                 | Is    | L           | Încarcă foto            | Raportează eroare |
| 272 | Podoima                                                                | Biserică                                                                                            | sec. XIX                        | At    | L           | Încarcă foto            | Raportează eroare |
| 273 | Podoima 47°59′42″N 28°46′09″E / 47.994953122086°N 28.769168950352°E    | Monument în memoria a 400 consăteni căzuți în război (1941-1945)                                    | 1975                            | Is    | L           | Încarcă foto            | Raportează eroare |
| 274 | Podoima                                                                | Oloiniță                                                                                            | sf. sec. XIX                    | Is At | L           | Încarcă foto            | Raportează eroare |
| 276 | Podoimița 48°00′05″N 28°45′41″E / 48.001422328281°N 28.761401357618°E  | Biserica „Nașterea Maicii Domnului”                                                                 | sec. XIX                        | At    | L           | Încarcă foto            | Raportează eroare |
| 277 | Podoimița                                                              | Monument în memoria consătenilor căzuți în război (1904-1905). La cimitir                           |                                 | Is    | L           | Încarcă foto            | Raportează eroare |
| 279 | Pridnestrovscoe                                                        | Monument la mormântul a 3 ostași căzuți în război (1941-1945)                                       | 1984                            | Is    | L           | Încarcă foto            | Raportează eroare |
| 284 | Rașcov 47°56′34″N 28°50′29″E / 47.942778°N 28.841389°E                 | Biserica romano-catolică „Sf. Kaetan”                                                               | sf. sec. XVII – înc. sec. XVIII | At    | N           | galerie \| Încarcă foto | Raportează eroare |
| 285 | Rașcov 47°56′16″N 28°50′19″E / 47.937723259035°N 28.838511720661°E     | Biserica „Acoperământul Maicii Domnului” (a Ruxandei)                                               | mijl. sec. XVII                 | At    | N           | galerie \| Încarcă foto | Raportează eroare |
| 286 | Rașcov 47°56′34″N 28°50′34″E / 47.942797383029°N 28.842734383603°E     | Biserica „Sf. Treime”                                                                               | sec. XVIII                      | At    | N           | galerie \| Încarcă foto | Raportează eroare |
| 288 | Rașcov                                                                 | Monument la mormântul a 12 ostași și în memoria a 293 consăteni căzuți în război (1941-1945)        | 1975                            | Is    | L           | Încarcă foto            | Raportează eroare |
| 289 | Rașcov                                                                 | Mormântul comun al 2 aviatori căzuți în război                                                      | 1941                            | Is    | L           | Încarcă foto            | Raportează eroare |
| 290 | Rașcov                                                                 | Pivnițe                                                                                             | jum. II a sec. XIX              | Is At | L           | Încarcă foto            | Raportează eroare |
| 291 | Rașcov 47°56′25″N 28°50′24″E / 47.940236501313°N 28.840057233772°E     | Sinagogă (complex din 2 clădiri)                                                                    | sec. XVII                       | At    | N           | galerie \| Încarcă foto | Raportează eroare |
| 297 | Rotari                                                                 | Monument în memoria ostașilor căzuți în război (1941-1945)                                          |                                 | Is    | L           | Încarcă foto            | Raportează eroare |
| 305 | Sănătăuca                                                              | Biserica „Adormirea Maicii Domnului”                                                                | 1875                            | At    | L           | Încarcă foto            | Raportează eroare |
| 306 | Sănătăuca                                                              | Monument în memoria a 76 ostași consăteni (1941-1945)                                               | 1985                            | Is    | L           | Încarcă foto            | Raportează eroare |
| 307 | Sănătăuca                                                              | Sculptura populară. La cimitir                                                                      | sec. XIX-XX                     | Ar    | N           | Încarcă foto            | Raportează eroare |
| 312 | Severinovca                                                            | Casa scriitorului P. P. Verșigora (1905-1963)                                                       | înc. sec. XX                    | Is    | L           | Încarcă foto            | Raportează eroare |
| 313 | Severinovca                                                            | Monument în memoria a 3 ostași căzuți în 1941 și în memoria consătenilor (1941-1945)                | 1957                            | Is    | L           | Încarcă foto            | Raportează eroare |
| 315 | Slobozia-Rașcov                                                        | Monument la mormântul ostașului căzut în 1941 și în memoria consătenilor (1941-1945)                | 1967                            | Is    | L           | Încarcă foto            | Raportează eroare |
| 316 | Socolovca                                                              | Mormânt comun al 4 ostași                                                                           | 1941                            | Is    | L           | Încarcă foto            | Raportează eroare |
| 318 | Temeleuți                                                              | Biserica „Sf. Arhanghel Mihail”                                                                     | 1886                            | At    | L           | Încarcă foto            | Raportează eroare |
| 319 | Temeleuți                                                              | Monument în memoria a 41 ostași consăteni (1941-1945)                                               |                                 | Is    | L           | Încarcă foto            | Raportează eroare |
| 320 | Temeleuți 47°58′42″N 28°29′38″E / 47.978378210707°N 28.49400904205°E   | Parc dendrologic al fostului conac Melega cu complexul de clădiri                                   | înc. sec. XX                    | At    | N           | galerie \| Încarcă foto | Raportează eroare |
| 322 | Țipordei                                                               | Biserica „Sf. Arhanghel Mihail”                                                                     | sec. XIX                        | At    | L           | Încarcă foto            | Raportează eroare |
| 323 | Valea Adîncă                                                           | Biserica                                                                                            | jum. I a sec. XIX               | At    | N           | Încarcă foto            | Raportează eroare |
| 324 | Valea Adîncă                                                           | Grota lui Iustin Karmaliuk (1787-1835)                                                              | înc. sec. XIX                   | Is    | N           | Încarcă foto            | Raportează eroare |
| 325 | Valea Adîncă                                                           | Monument în memoria a 106 ostași consăteni (1941-1945)                                              | 1981                            | Is    | L           | Încarcă foto            | Raportează eroare |
| 328 | Văscăuți                                                               | Biserica „Sf. Arhanghel Mihail”                                                                     | 1819                            | At    | N           | Încarcă foto            | Raportează eroare |
| 329 | Văscăuți                                                               | Conacul Străjescu                                                                                   | jum. I a sec. XIX               | At    | N           | Încarcă foto            | Raportează eroare |
| 330 | Văscăuți                                                               | Școala                                                                                              | sf. sec. XIX                    | At    | N           | Încarcă foto            | Raportează eroare |
| 331 | Văscăuți                                                               | Monument în memoria a 40 ostași consăteni (1941-1945)                                               | 1968                            | Is    | L           | Încarcă foto            | Raportează eroare |
| 338 | Vertiujeni                                                             | Biserica „Acoperământul Maicii Domnului”                                                            | 1883                            | At    | L           | Încarcă foto            | Raportează eroare |
| 339 | Vertiujeni                                                             | Monument în memoria a 66 ostași consăteni (1941-1945)                                               |                                 | Is    | L           | Încarcă foto            | Raportează eroare |
| 341 | Zăluceni 48°02′58″N 28°33′10″E / 48.049307433509°N 28.552728511952°E   | Biserica „Sf. Treime”                                                                               | sec. XIX                        | At    | L           | Încarcă foto            | Raportează eroare |